# María Teresa Carrasco
María Teresa Carrasco Rey (La Habana 21 de enero de 1979) es una actriz cubana reconocida por sus participaciones en las películas Les aventuriers des mers du Sud y Mi gente linda, mi gente bella, además de sus actuaciones en novelas colombianas como El Joe, la leyenda y Rafael Orozco, el ídolo, ambas ganadoras del premio India Catalina años 2012 y 2013 como mejor telenovela colombiana.

## Biografía
María Teresa Carrasco Rey estudió licenciatura en arte teatral con especialidad en actuación en el Instituto Superior de Arte en La Habana Cuba, país donde participó en diferentes telenovelas locales como La Atenea está en San Miguel y El balcón de los helechos y en la película francesa rodada en Cuba Les aventuriers des mers du Sud, donde también participaron Stéphane Freiss y Jane Birkin. En el año 2006 es invitada a Colombia por un canal de televisión. Luego de pasar un mes en dicho país regresa a Cuba, pero al poco tiempo decide regresar a Colombia y radicarse de forma permanente; desde entonces ha participado en varias producciones entre las que destacan El Joe La Leyenda, Rafael Orozco, el ídolo, La Mariposa y El Capo 2.
Actualmente se encuentra estudiando una carrera de Fisioterapia en la Escuela Colombiana de Rehabilitación.

## Filmografía
- RCN 2017. El Comandante
- RTI 2016. La Madame
- Dramax 2013. (Película) (Dir: Sergio Cabrera) Todos se van
- Dago García Producciones 2012 . (Película) (Dir: Harold Trompetero)  Mi gente linda, mi gente bella, "Agente Pérez"
- Caracol Televisión 2012.  Rafael Orozco, el ídolo “Miryam”
- Fox Telecolombia 2012.  El Capo 2, “Sandra”
- RCN Televisión 2011. El Joe, la leyenda, “María Paola”
- Fox Telecolombia 2011. La Mariposa, “Teresa”
- Caracol Televisión 2011. Amar y temer, “Graciela”
- Caracol Televisión 2010.  Tierra de cantores, “Dalila”
- Tv Cubana y Cubavisión 2007. Cuba de moda, Conducción
- TV5 Francia 2005. (Película)[1] Los aventureros de los mares del Sur, "Belle"
- TV Cubana 2003. El balcón de los helechos
- TV Cubana 2002. La Atenea está en San Miguel